# 帕纳瑟斯喷泉

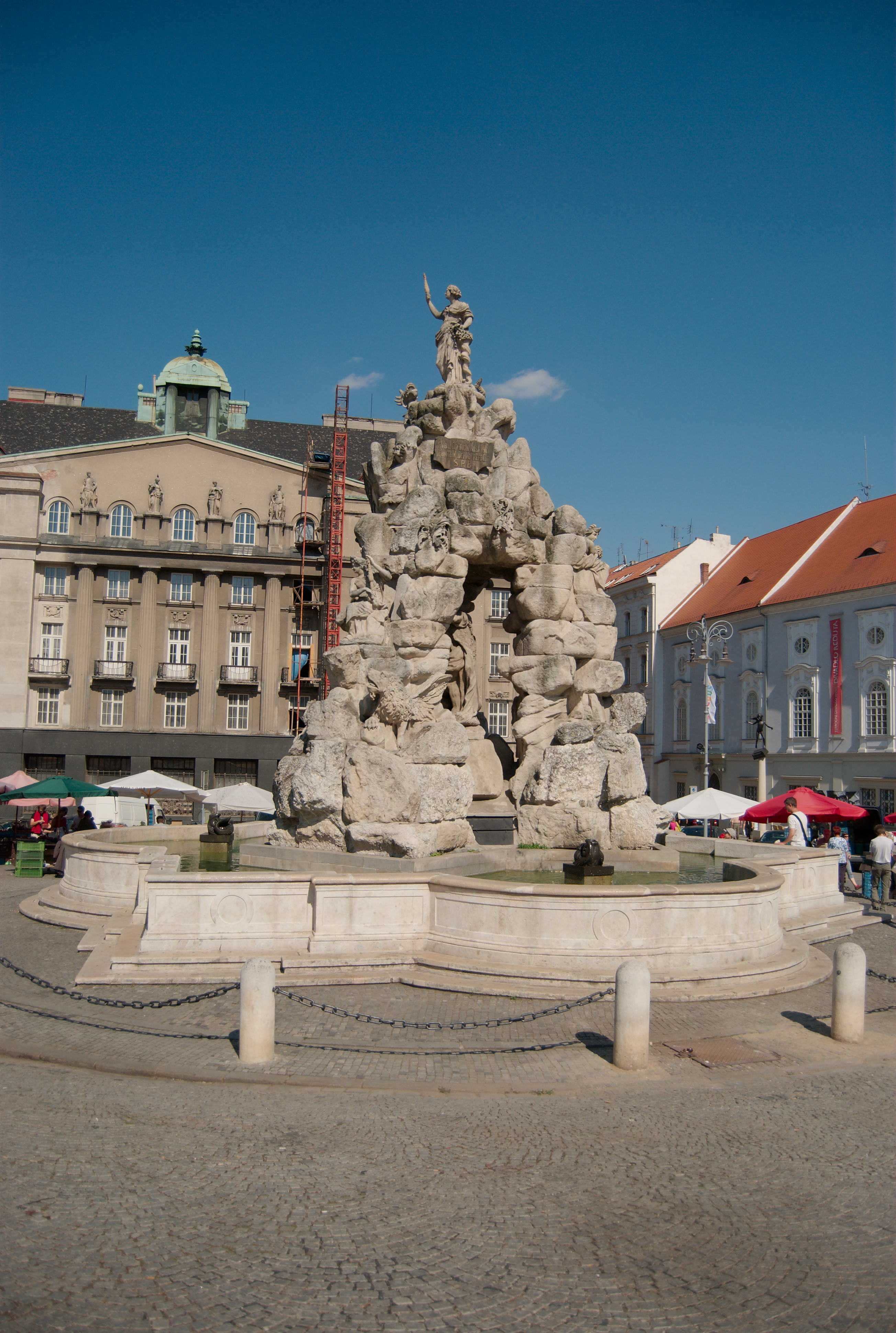
帕纳瑟斯喷泉

帕纳瑟斯喷泉（捷克语:Kašna Parnas）是捷克布尔诺最有名的喷泉和巴洛克雕塑，是布尔诺老城卷心菜市场广场独特的地标。
喷泉大致位于广场中部，建于17世纪后期。喷泉由约翰·伯恩哈德·菲舍尔设计，1693年-1695年由亚当·托比亚斯·克拉克建于维也纳。
喷泉中部为三角形假山，下部是神话英雄赫拉克勒斯，右手的铁链拴着冥界恶犬刻耳柏洛斯，左手持棍棒，肩披狮子皮，根据传说，狮子被杀在西塞隆的山上。
在顶部是象征欧洲的雕像，代表神圣罗马帝国。欧洲右手持权杖，战胜了龙。下面是两块刻着拉丁文铭文的石板。东北方是象征希腊的雕像，皇冠在左脚，有一袋箭。下面是一带翼的龙。西北侧是象征巴比伦的雕像，皇冠在右脚，下面是一带翼的狮子。西南侧是象征波斯的雕像，左脚有聚宝盆和皇冠，下面是一只熊。

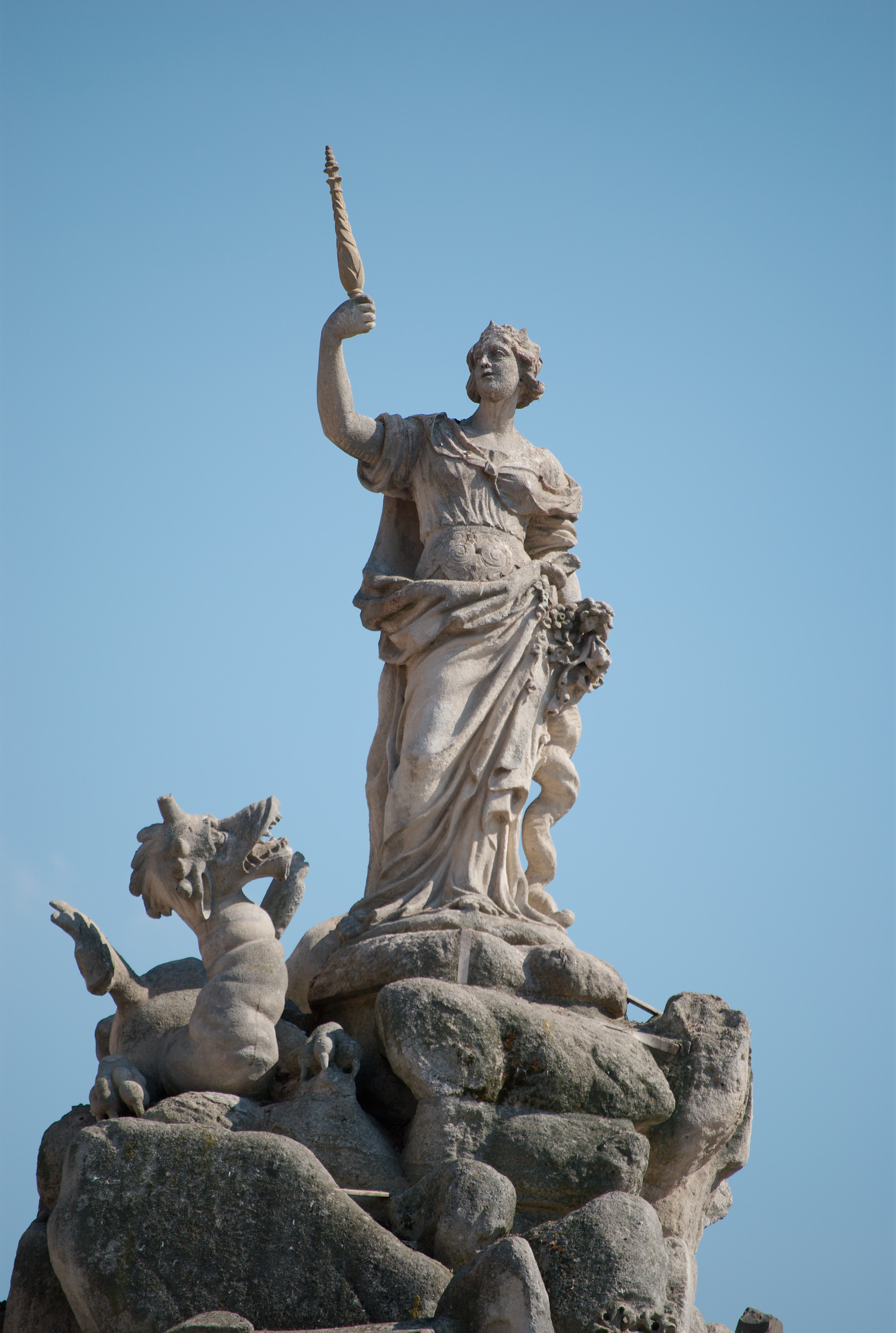
欧洲
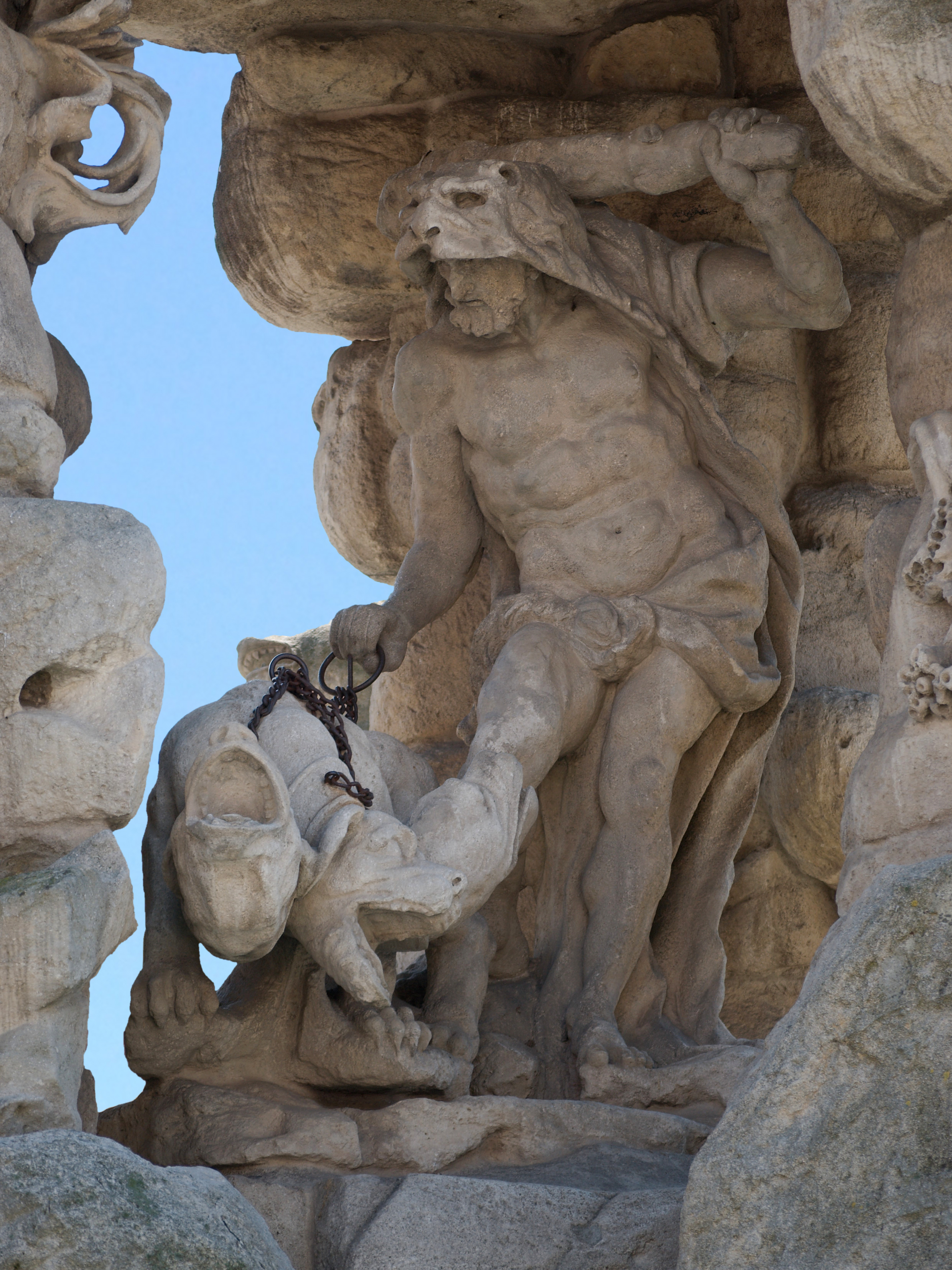
赫拉克勒斯拴着刻耳柏洛斯
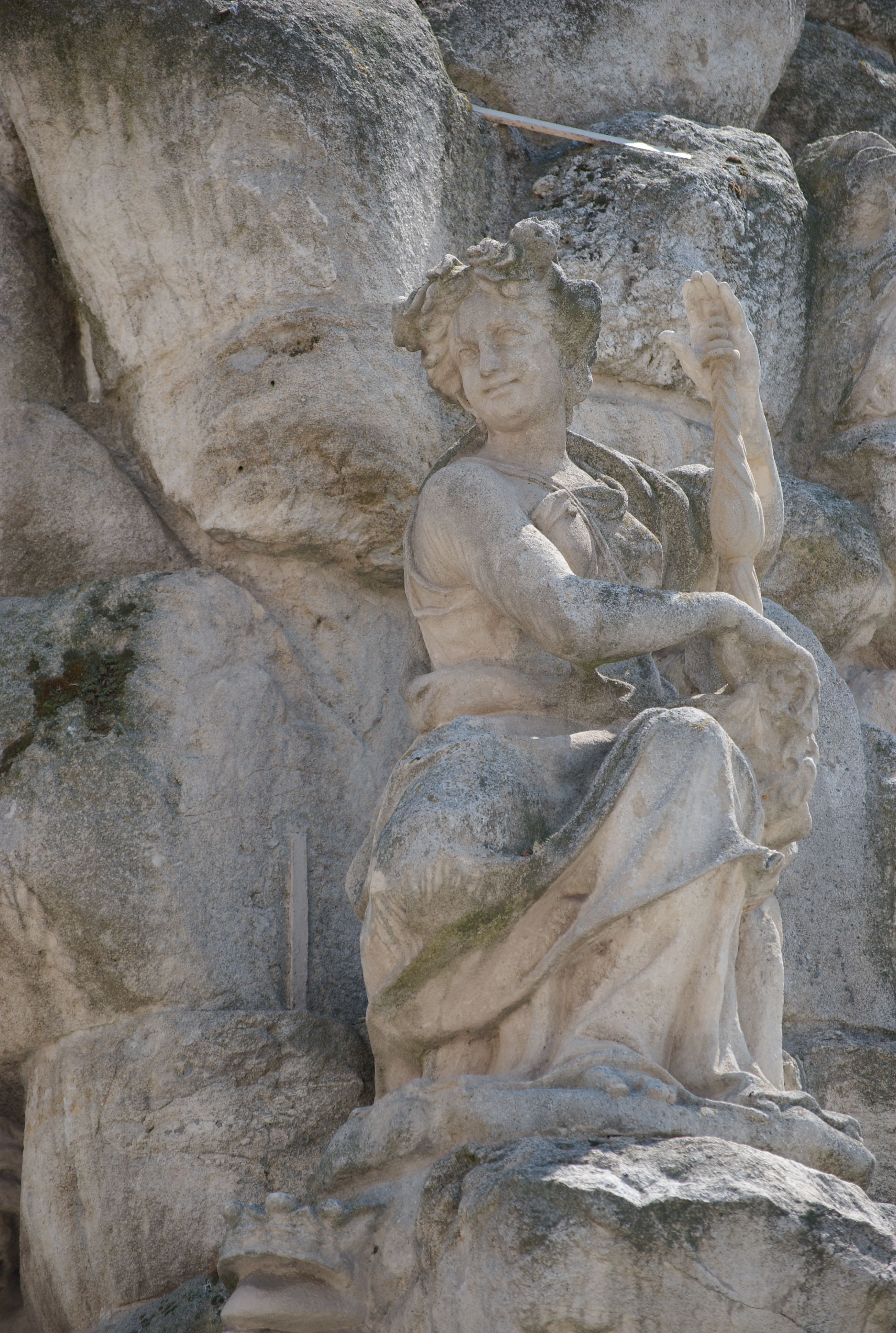
巴比伦
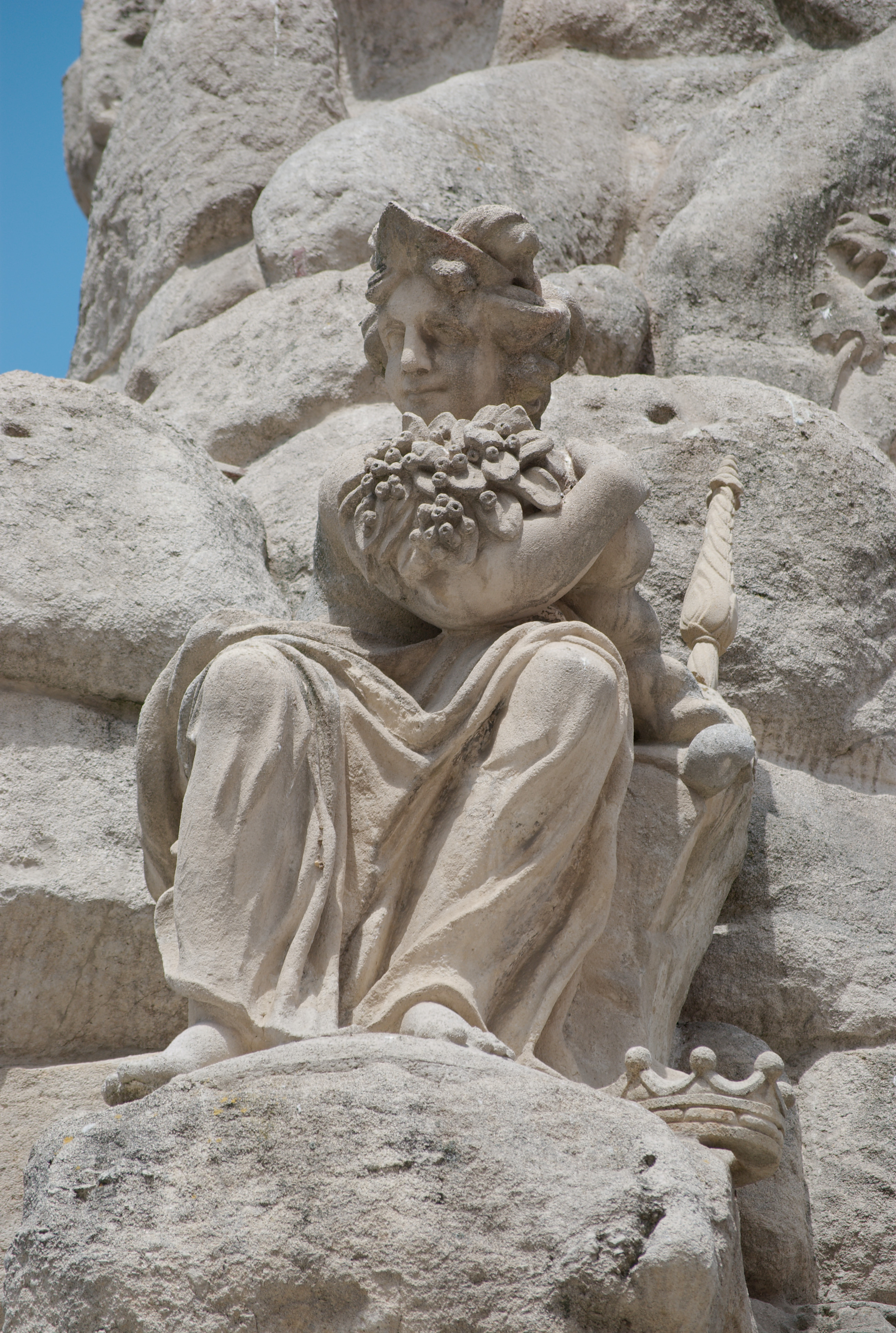
波斯
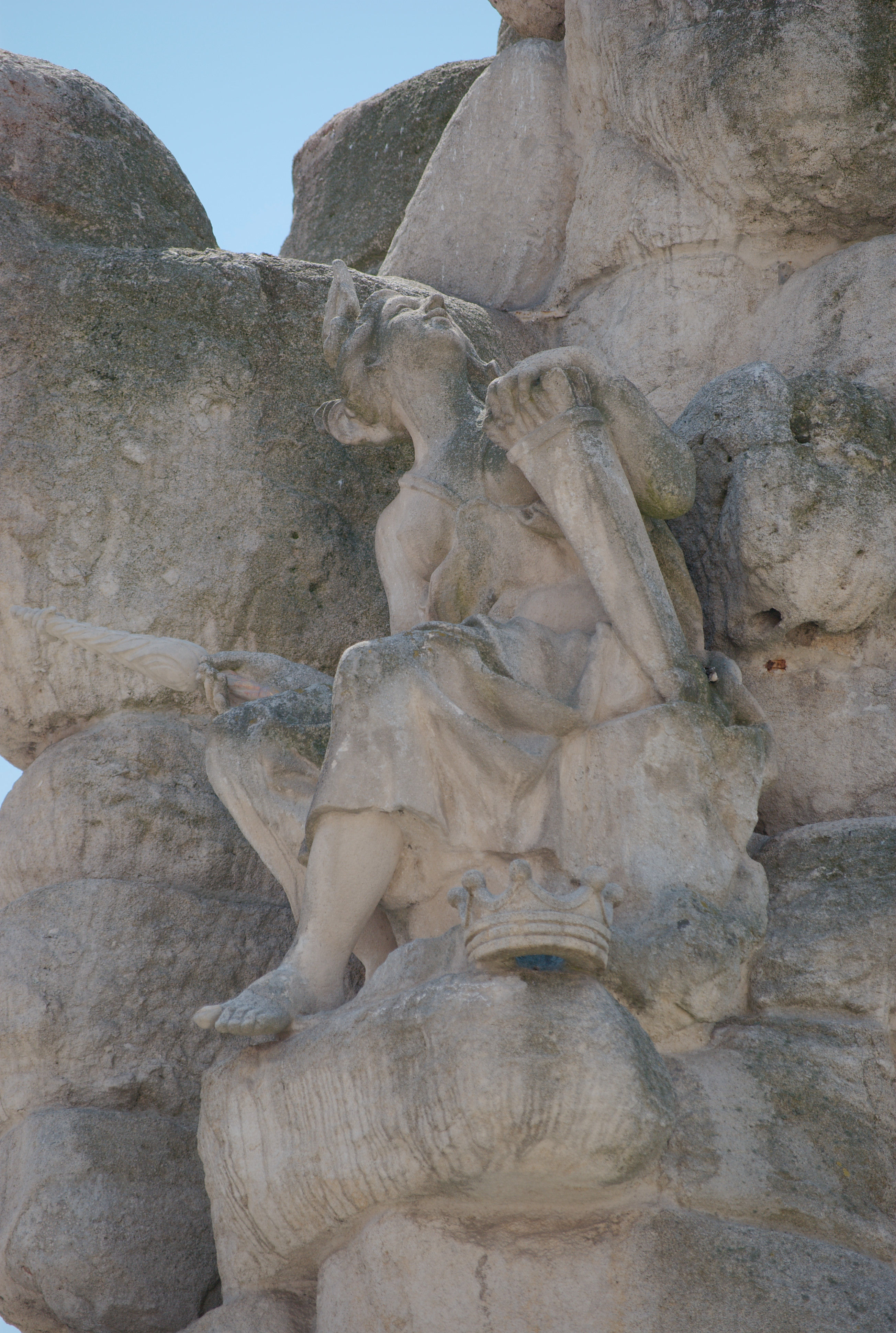
希腊
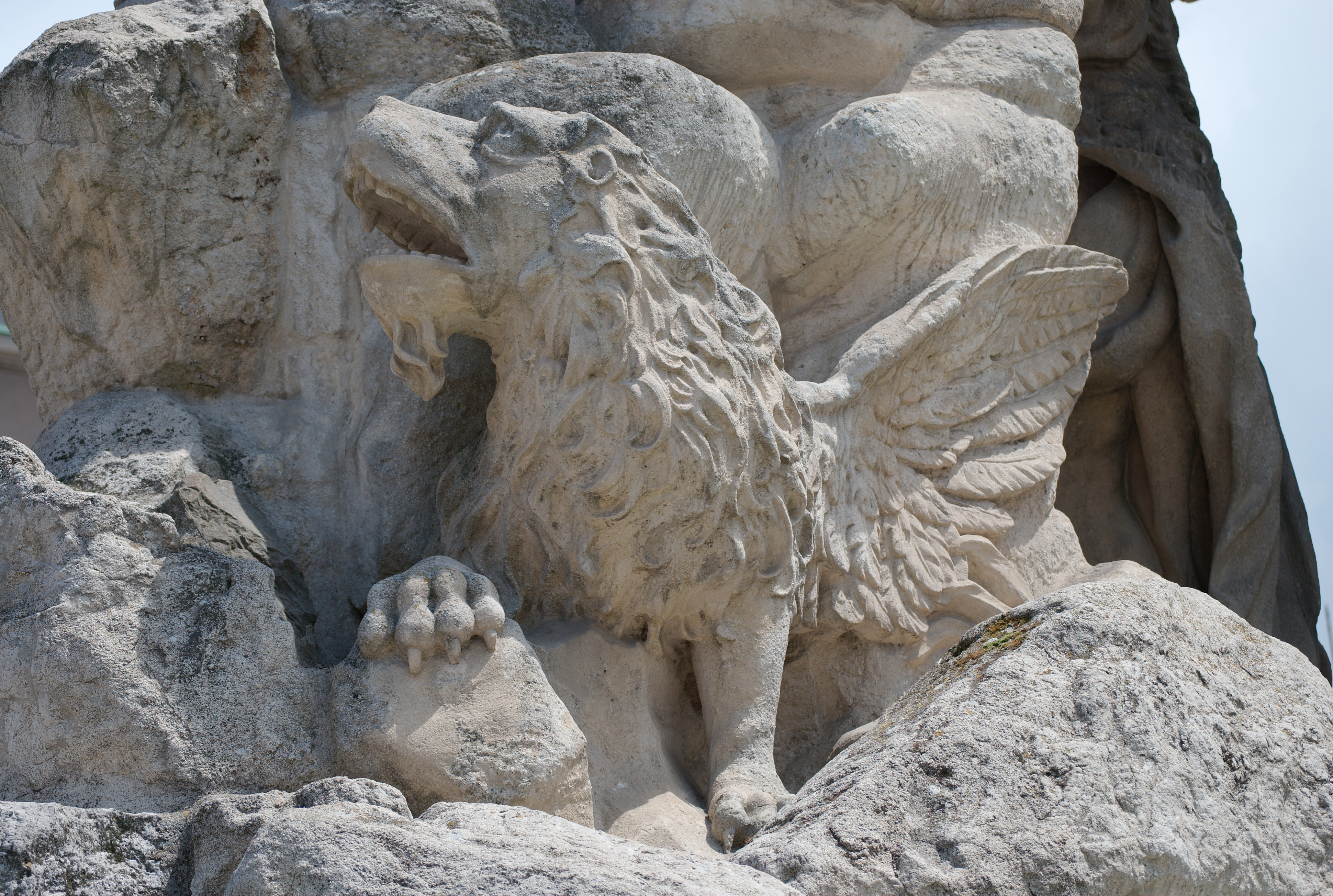
巴比伦的翼狮
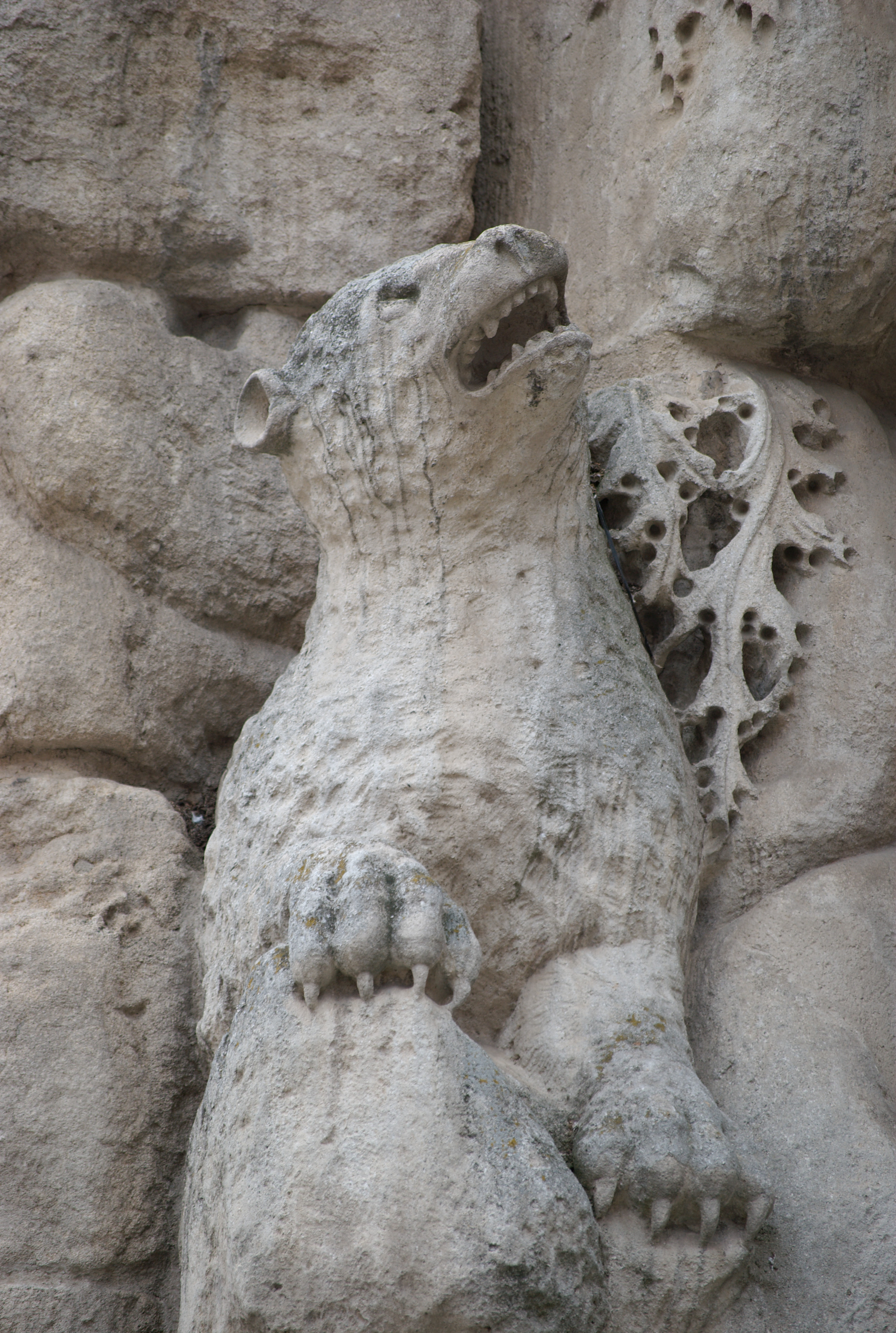
波斯熊
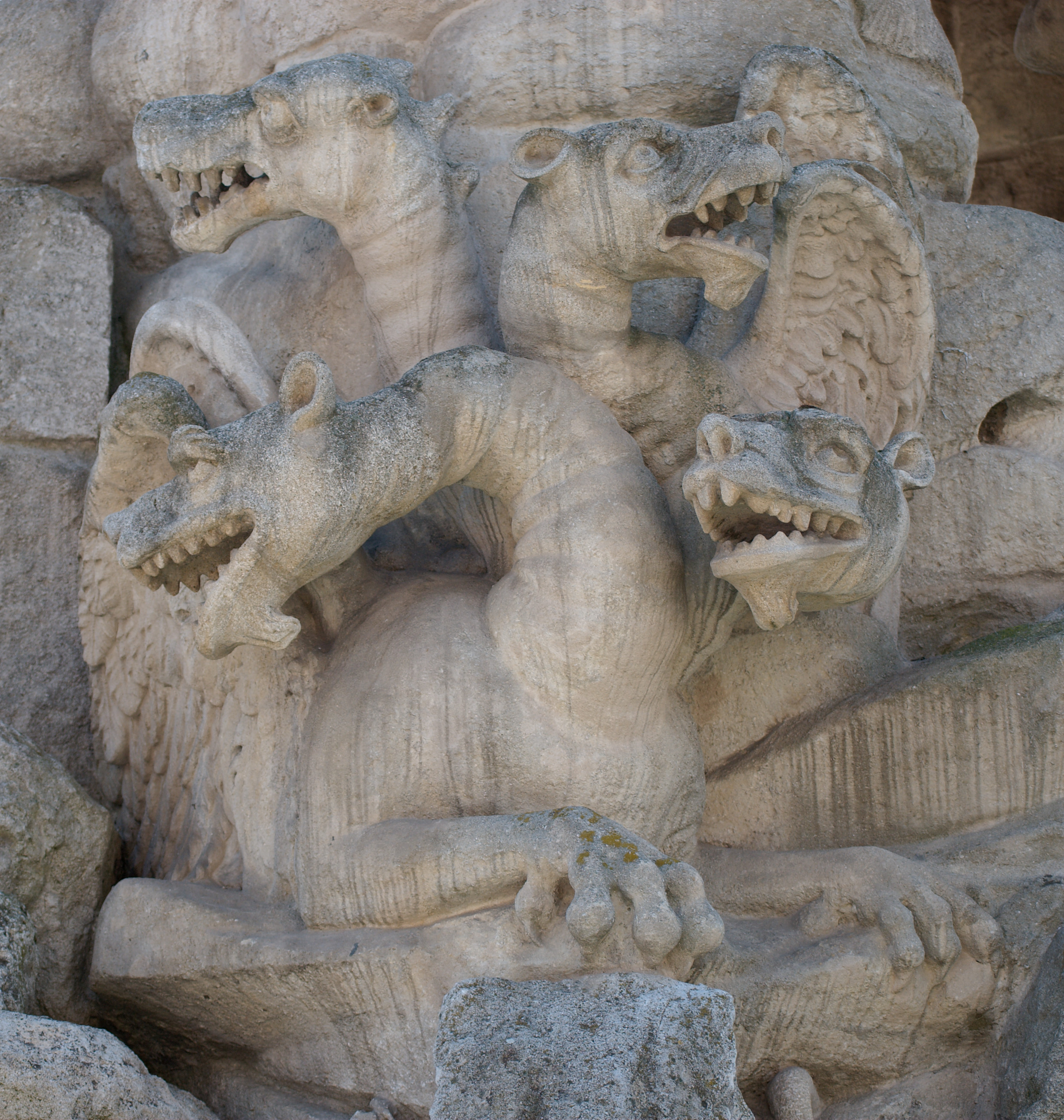
龙